# Mata Ashita
Singles de Every Little Thing
Fundamental Love
(2003) Soraai
(2004)
Mata Ashita (また あした) est le 25e single du groupe japonais Every Little Thing.

## Présentation
Le single sort le 12 novembre 2003 au Japon sur le label Avex Trax, trois mois après le précédent single du groupe, Fundamental Love. Il atteint la 3e place du classement des ventes hebdomadaire de l'Oricon, et reste classé pendant 19 semaines. 
Le single contient trois chansons et leurs versions instrumentales : la chanson-titre Mata Ashita (utilisée comme générique du drama Pure Love III), Ichinichi no Hajimari ni..., et Shiawase no Fûkei. Les trois chansons ont été utilisées comme thèmes musicaux pour des publicités, et figureront toutes sur le sixième album du groupe, Commonplace qui sortira quatre mois plus tard, puis sur sa compilation de singles Every Best Single - Complete de 2009. 
La chanson Shiawase no Fûkei sera aussi reprise en version acoustique sur son album de reprises Acoustic : Latte de 2005. Elle figurera également avec Mata Ashita sur sa compilation de ballades 14 Message: Every Ballad Songs 2 de 2007.

## Liste des pistes
Toutes les paroles sont écrites par Kaori Mochida.
| CD    | CD                                                               | CD                                            | CD    | CD | CD | CD | CD | CD | CD |
| No    | Titre                                                            | Musique / Arrangements                        | Durée |    |    |    |    |    |    |
| ----- | ---------------------------------------------------------------- | --------------------------------------------- | ----- | -- | -- | -- | -- | -- | -- |
| 1.    | Mata Ashita (また あした)                                        | Hideyuki Obata / ELT, Tomoji Sogawa           | 4:58  |    |    |    |    |    |    |
| 2.    | Ichinichi no Hajimari ni... (一日の始まりに…)                    | Hikari / ELT, Hikari                          | 4:45  |    |    |    |    |    |    |
| 3.    | Shiawase no Fûkei (しあわせの風景)                               | Kazuhito Kikuchi / Ichiro Ito, Masafumi Nakao | 5:04  |    |    |    |    |    |    |
| 4.    | Mata Ashita (Instrumental) (また あした ...)                     | Hideyuki Obata / ELT, Tomoji Sogawa           | 4:59  |    |    |    |    |    |    |
| 5.    | Ichinichi no Hajimari ni... (Instrumental) (一日の始まりに… ...) | Hikari / ELT, Hikari                          | 4:43  |    |    |    |    |    |    |
| 6.    | Shiawase no Fûkei (Instrumental) (しあわせの風景 ...)            | Kazuhito Kikuchi / Ichiro Ito, Masafumi Nakao | 5:07  |    |    |    |    |    |    |
| 29:36 |                                                                  |                                               |       |    |    |    |    |    |    |